# Споменик природе Парк Бландаш
Парк Бландаш налази се у Кикинди, недалеко од центра града. Подигнут је 1896. године. Главни улаз у парк је из улице Бранка Вујина, а споредни из Дистричке улице. Парк је заштићен и представља значајно природно добро  категорије.

## Историја
Године 1896, град је од Торонталске газдинске заједнице откупио земљиште, са циљем да за грађане Кикинде направи пријатан простор за одмор. Парк је добио назив „Планташка башта“, а у оквиру њега, отворен је и угоститељски објекат. Током 120 година постојања, парк је мењао имена: „Варошки врт“, „Народна башта“, „Велики парк“ и коначно „Парк Бландаш“, које се и данас користи. Поред првобитине, да служи као место за одмор грађанима Кикинде, парк је имао и друге намене. У другој половини двадесетог века, у њему се налазио бициклистички саобраћајни полигон. Просторије некадашњег ресторана служиле су за окупљање чланова организација Млади извиђачи и Радио аматери. Данас парк углавном служи као место за рекреацију.

## Површина и уређење парка
Парк заузима површину од 2 ha 40 a и 45 m2. Део парка ближи главном улазу, уређен је у „француском стилу“. Француски стил одликује геометријска тачност и симетрија у садњи биљака. Простор унутар правилно сађеног шимшира предвиђен је за цветне детаље. Овај део парка знатно је мањи од дела који је уређен у типично „енглеском стилу“, са травњацима између група стабала и појединачног дрвећа. 

## Дрвеће у парку
У парку се налази око 700 стабала. 40 врста, форма и варијетета дрвећа заступљено је у парку. Већи део су лишћари (29 врста), а мањи четинари (11 врста). Алеја кестена простире се целом дужином главне стазе парка. У дну парка налази се ветрозаштитни појас од стабала јавора и црне тополе. У парку се посебно истичу примерци храста лужњака, платана, софоре, беле и црне тополе импресивних димензија.

## Заштита
На предлог Завода за заштиту природе Србије, парк је, због свог културно-историјског значаја, планске организације вртно-архитектонских елемената и разноврсности биљних врста, стављен под заштиту као споменик природе и утврђен је као значајно природно добро  категорије.

## Галерија
- Главни улаз у парк
- Једна од стаза
- Јесење издање парка
- Алеја кестена